# Yoga Hosers
Yoga Hosers é um filme de comédia de terror americano, escrito e dirigido por Kevin Smith. Este é um spin-off do filme Tusk e o segundo da trilogia True North. A protagonização da obra recaiu a Johnny Depp, Harley Quinn Smith e Lily-Rose Depp.

## Elenco
- Lily-Rose Depp — Colleen Collette
- Harley Quinn Smith — Colleen McKenzie
- Johnny Depp — Guy LaPointe
- Justin Long — Yogi Bayer
- Austin Butler — Calloway
- Adam Brody — Ichabod
- Ralph Garman — Andronicus Arcane
- Tony Hale — Bob Collette
- Natasha Lyonne — Tabitha
- Haley Joel Osment — Adrien Arcand
- Vanessa Paradis — Sra. Maurice
- Tyler Posey — Gordon Greenleaf
- Génesis Rodríguez — Sra. Wicklund
- Jennifer Schwalbach — Sra. McKenzie
- Sasheer Zamata — diretor
- Harley Morenstein — homem do banheiro
- Ashley Greene — Peg
- Jason Mewes — policial
- Kevin Smith — Bratzis